# (10199) Chariklo
(10199) Chariklo (1997 CU26) – prawdopodobnie największa planetoida z grupy centaurów, okrążająca Słońce w ciągu 63 lat w średniej odległości 15,84 au. Odkryta 15 lutego 1997 roku. Planetoida jest piątym – po czterech planetach olbrzymach – znanym nam obiektem Układu Słonecznego mającym pierścienie. Pierścienie zostały zauważone przypadkiem podczas obserwacji zakrycia gwiazdy przez Chariklo.

## Pierścienie
Chariklo jest pierwszą planetoidą, u której odkryto pierścienie planetarne. Zostały one zaobserwowane podczas zakrycia gwiazdy UCAC4 248-108672 w dniu 3 czerwca 2013 roku. Planetoida ma dwa pierścienie, o szerokościach 7 i 3 km, rozdzielone przerwą o szerokości 9 km. Zbudowane są prawdopodobnie z lodu. Dzięki porównaniu danych pochodzących z różnych obserwatoriów udało się zrekonstruować nie tylko kształt i rozmiary samej planetoidy, ale także kształt, wielkość i orientację pierścieni. Sama planetoida ma średnicę około 250–300 km.
Ponieważ Chariklo stanowi najmniejsze znane ciało niebieskie z pierścieniami, układ ten jest pierwszym, dla którego przeprowadzono symulacje komputerowe poprzez numeryczne rozwiązanie problemu N ciał. Przyjęto uproszczające założenia, że zarówno planetoida, jak i obiegające ją odłamki są sferyczne, a także, że wszystkie odłamki mają równą średnicę między 2,5 a 10 m. Prowadziło to do zagadnienia, w zależności od przyjętych parametrów, symulacji od 21 milionów do 345 milionów obiektów oddziałujących ze sobą poprzez grawitację oraz zderzenia. Badana była w ten sposób stabilność pierścieni, to jest warunki, jakie musi spełniać układ, aby pierścienie nie uległy koagulacji w niewielką ilość orbitujących wokół planetoidy brył.
Pierwszym wnioskiem z symulacji jest to, że aby w ogóle utrzymać pierścienie, gęstość Centaura musi być większa od materii składającej się na pierścienie. Po drugie, dla wszystkich symulowanych średnic i gęstości przestrzennych odłamków wewnętrzny pierścień uległ z czasem zbryleniu. Autorzy proponują trzy wyjaśnienia obserwowanego stanu rzeczy: cząstki składające się na pierścienie są dużo mniejszej średnicy, około 1 cm, niż zakładała to symulacja, pierścienie są bardzo młode (poniżej 100 lat), bądź w układzie znajduje się nieznany jeszcze, ciężki obiekt, pełniący funkcję księżyca pasterskiego. Nie jest ponadto znany wpływ niektórych przyjętych uproszczeń, na przykład całkowitego braku ekscentryczności pierścieni.